# Werentzhouse
Werentzhouse [vɛʁəntsuz]  est une commune française située dans la circonscription administrative du Haut-Rhin et, depuis le 1er janvier 2021, dans le territoire de la Collectivité européenne d'Alsace, en région Grand Est.
Cette commune se trouve dans la région historique et culturelle d'Alsace.

## Géographie
|            | Muespach     |        |
| Durmenach  | Werentzhouse | Fislis |
| Bouxwiller |              |        |

### Hydrographie
La commune est dans le bassin versant du Rhin au sein du bassin Rhin-Meuse. Elle est drainée par l'Ill, le Gehrenbach, le Katzenbach, le Walchenbach et le ruisseau Luppach,,.
L'Ill, d'une longueur de 217 km, prend sa source dans la commune de Winkel et se jette  dans le Grand Canal d'Alsace à Offendorf, après avoir traversé 68 communes. Les caractéristiques hydrologiques de l'Ill sont données par la station hydrologique située sur la commune d'Oltingue. Le débit moyen mensuel est de 0,443 m3/s. Le débit moyen journalier maximum est de 9,7 m3/s, atteint lors de la crue du 9 août 2007. Le débit instantané maximal est quant à lui de 12,2 m3/s, atteint le même jour.

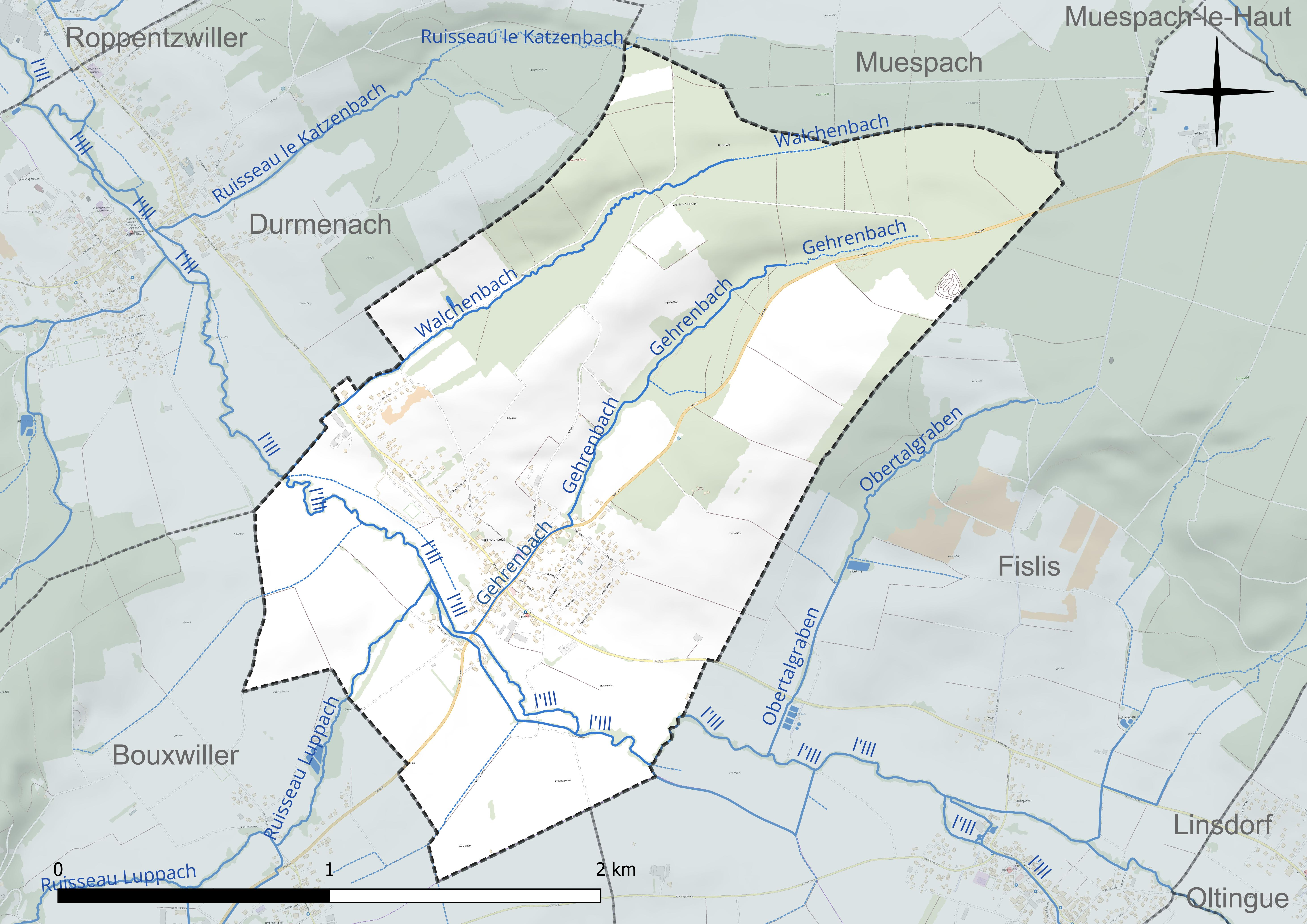
Réseau hydrographique de Werentzhouse.

### Climat
Pour des articles plus généraux, voir Climat du Grand Est et Climat du Haut-Rhin.
En 2010, le climat de la commune est de type climat de montagne, selon une étude du Centre national de la recherche scientifique s'appuyant sur une série de données couvrant la période 1971-2000. En 2020, Météo-France publie une typologie des climats de la France métropolitaine dans laquelle la commune est dans une zone de transition entre le climat semi-continental et le climat de montagne et est dans une zone de transition entre les régions climatiques « Vosges » et « Alsace ». 
Pour la période 1971-2000, la température annuelle moyenne est de 9,6 °C, avec une amplitude thermique annuelle de 17,3 °C. Le cumul annuel moyen de précipitations est de 851 mm, avec 9,7 jours de précipitations en janvier et 9,8 jours en juillet. Pour la période 1991-2020, la température moyenne annuelle observée sur la station météorologique de Météo-France la plus proche, « Lucelle_sapc », sur la commune de Lucelle à 13 km à vol d'oiseau, est de 9,4 °C et le cumul annuel moyen de précipitations est de 1 091,0 mm. 
La température maximale relevée sur cette station est de 36 °C, atteinte le 20 juillet 2003 ; la température minimale est de −19 °C, atteinte le 20 décembre 2009,,. 
Les paramètres climatiques de la commune ont été estimés pour le milieu du siècle (2041-2070) selon différents scénarios d'émission de gaz à effet de serre à partir des nouvelles projections climatiques de référence DRIAS-2020. Ils sont consultables sur un site dédié publié par Météo-France en novembre 2022.

## Urbanisme

### Typologie
Au 1er janvier 2024, Werentzhouse est catégorisée commune rurale à habitat dispersé, selon la nouvelle grille communale de densité à sept niveaux définie par l'Insee en 2022.
Elle est située hors unité urbaine. Par ailleurs la commune fait partie de l'aire d'attraction de Bâle - Saint-Louis (partie française), dont elle est une commune de la couronne,. Cette aire, qui regroupe 94 communes, est catégorisée dans les aires de 200 000 à moins de 700 000 habitants,.

### Occupation des sols
L'occupation des sols de la commune, telle qu'elle ressort de la base de données européenne d’occupation biophysique des sols Corine Land Cover (CLC), est marquée par l'importance des territoires agricoles (58,8 % en 2018), en diminution par rapport à 1990 (60,3 %). La répartition détaillée en 2018 est la suivante : 
terres arables (52,9 %), forêts (31 %), zones urbanisées (10,3 %), zones agricoles hétérogènes (5,9 %). L'évolution de l’occupation des sols de la commune et de ses infrastructures peut être observée sur les différentes représentations cartographiques du territoire : la carte de Cassini (XVIIIe siècle), la carte d'état-major (1820-1866) et les cartes ou photos aériennes de l'IGN pour la période actuelle (1950 à aujourd'hui).

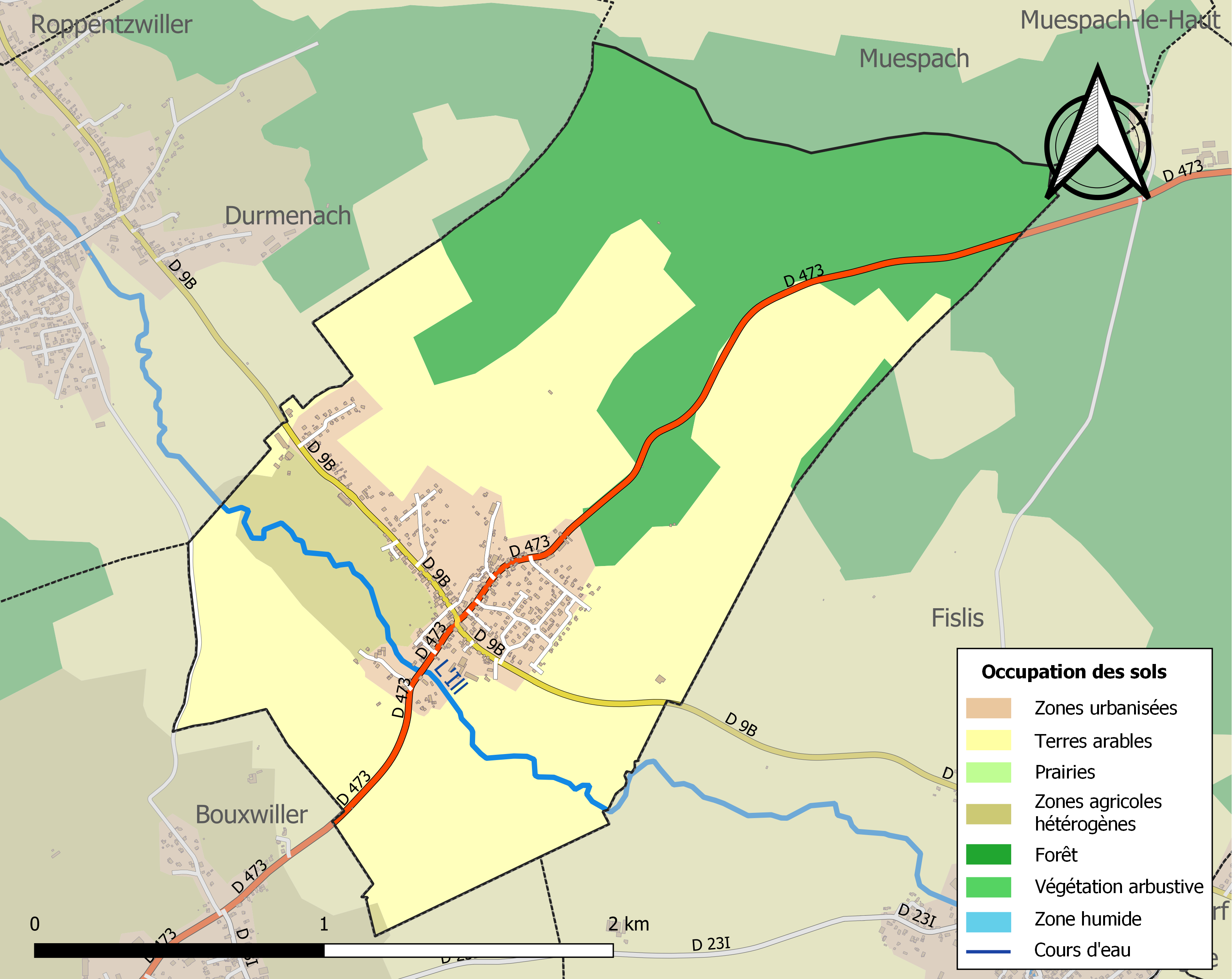
Carte des infrastructures et de l'occupation des sols de la commune en 2018 (CLC).

## Toponymie
- Werentzhusen (1394), Werentzhusen (1420), Werentzhausen (1793 & 1801).

## Histoire

### Héraldique
| Blason de Werentzhouse | Les armes de Werentzhouse se blasonnent ainsi : « D'or au pal d'azur chargé d'un bourdon de pèlerin d'or, une coquille de même attachée et brochante sur le fut. » |

## Politique et administration
| Période                                  | Période  | Identité        | Étiquette | Qualité |
| ---------------------------------------- | -------- | --------------- | --------- | ------- |
| mars 2001                                | 2014     | Yvette Haas     |           |         |
| mars 2014                                | En cours | Éric Gutzwiller |           |         |
| Les données manquantes sont à compléter. |          |                 |           |         |

## Démographie
L'évolution du nombre d'habitants est connue à travers les recensements de la population effectués dans la commune depuis 1793. Pour les communes de moins de 10 000 habitants, une enquête de recensement portant sur toute la population est réalisée tous les cinq ans, les populations de référence des années intermédiaires étant quant à elles estimées par interpolation ou extrapolation. Pour la commune, le premier recensement exhaustif entrant dans le cadre du nouveau dispositif a été réalisé en 2005.

En 2022, la commune comptait 629 habitants, en évolution de +14,57 % par rapport à 2016 (Haut-Rhin : +0,66 %, France hors Mayotte : +2,11 %).
| 1793 | 1800 | 1806 | 1821 | 1831 | 1836 | 1841 | 1846 | 1851 |
| ---- | ---- | ---- | ---- | ---- | ---- | ---- | ---- | ---- |
| 376  | 350  | 335  | 413  | 450  | 463  | 437  | 461  | 445  |

| 1856 | 1861 | 1866 | 1871 | 1875 | 1880 | 1885 | 1890 | 1895 |
| ---- | ---- | ---- | ---- | ---- | ---- | ---- | ---- | ---- |
| 369  | 452  | 406  | 385  | 373  | 349  | 329  | 339  | 339  |

| 1900 | 1905 | 1910 | 1921 | 1926 | 1931 | 1936 | 1946 | 1954 |
| ---- | ---- | ---- | ---- | ---- | ---- | ---- | ---- | ---- |
| 369  | 377  | 373  | 374  | 384  | 379  | 385  | 366  | 331  |

| 1962 | 1968 | 1975 | 1982 | 1990 | 1999 | 2005 | 2006 | 2010 |
| ---- | ---- | ---- | ---- | ---- | ---- | ---- | ---- | ---- |
| 360  | 357  | 401  | 421  | 462  | 555  | 573  | 586  | 575  |

| 2015 | 2020 | 2022 | - | - | - | - | - | - |
| ---- | ---- | ---- | - | - | - | - | - | - |
| 560  | 609  | 629  | - | - | - | - | - | - |

## Lieux et monuments

L'église Saint-Wendelin
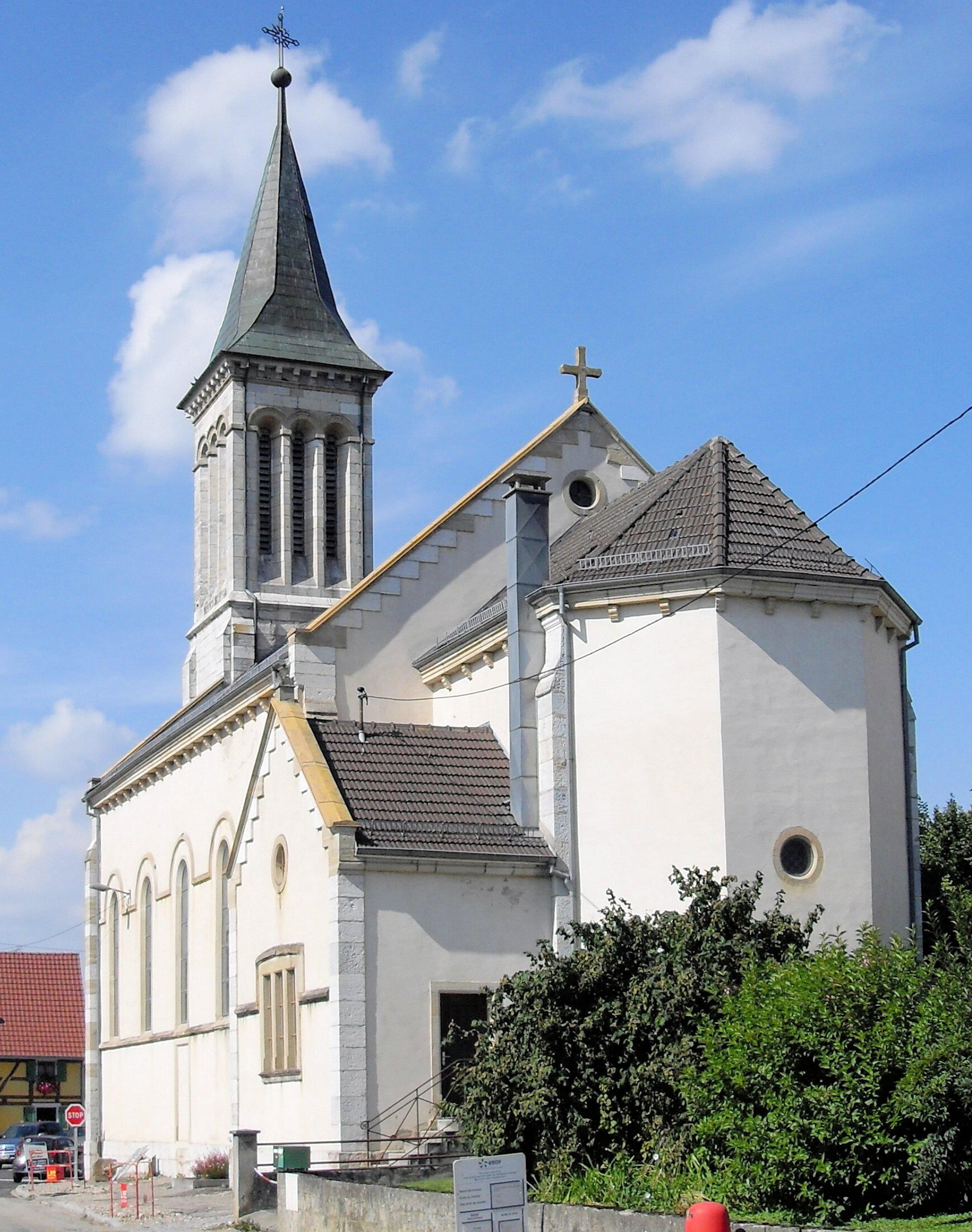
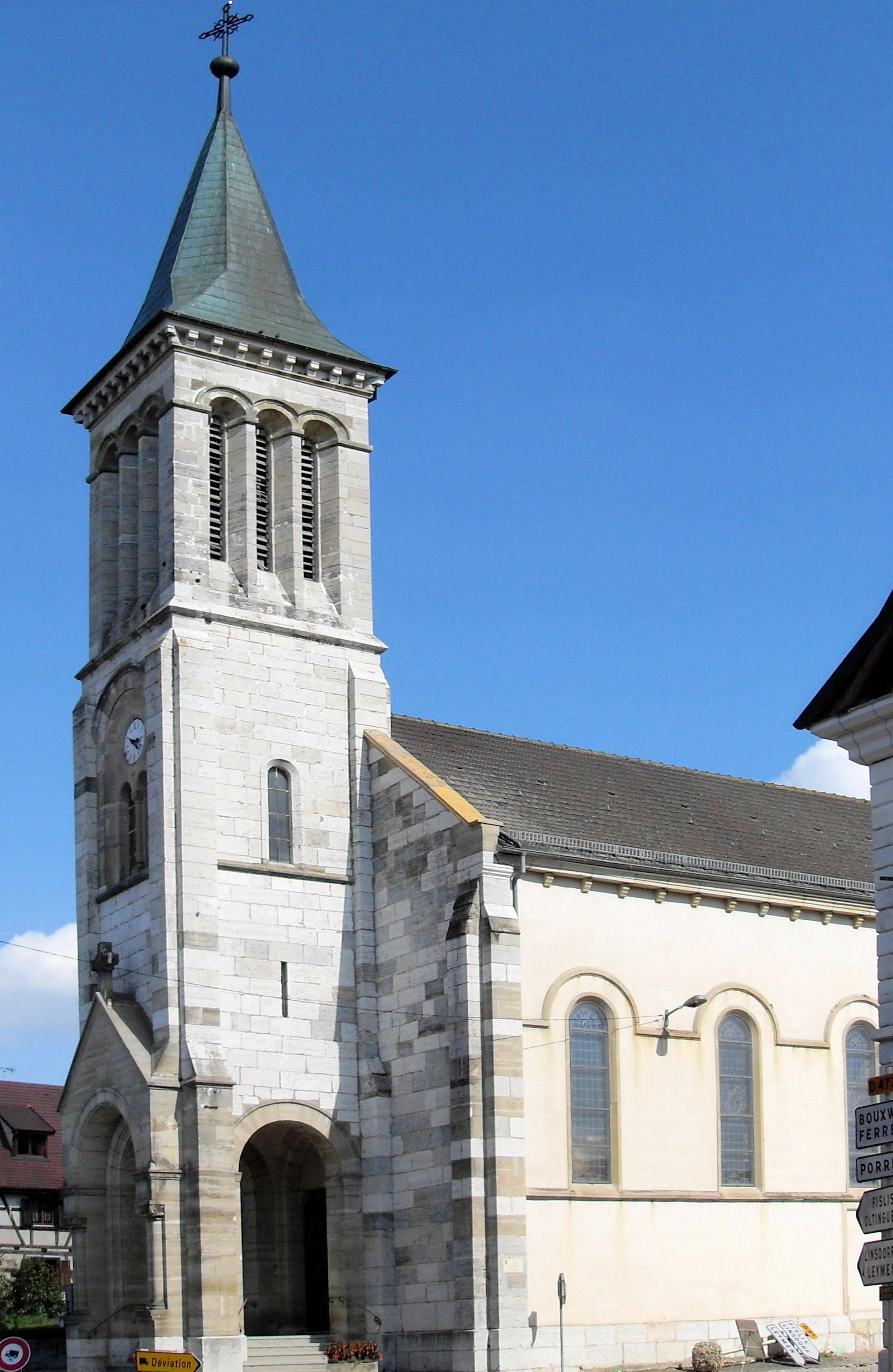
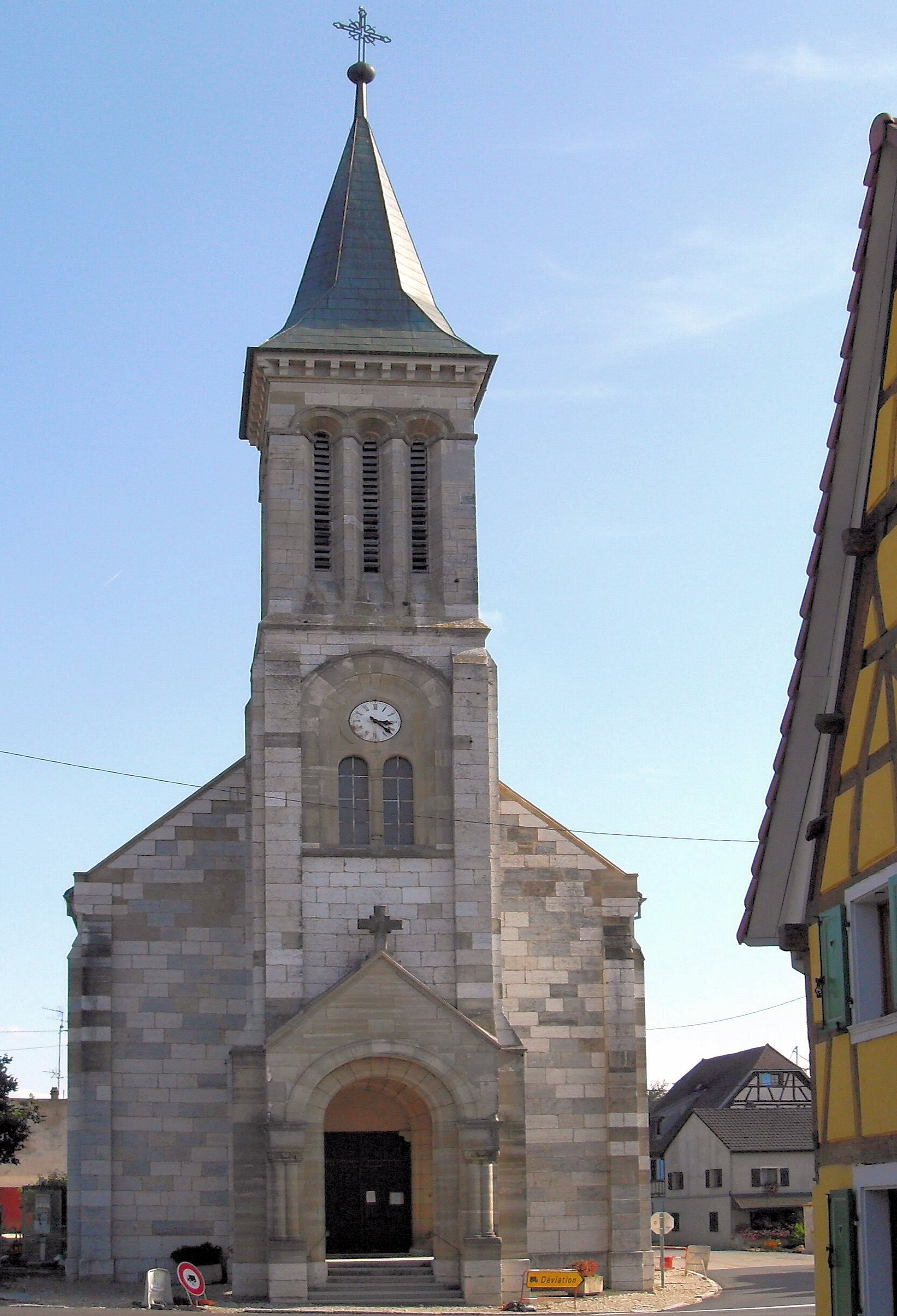